# Banc de Wandelaar
Pour les articles homonymes, voir Wandelaar (homonymie).
Le banc de Wandelaar est un haut-fond de la mer du Nord, situé au large de la Belgique, au nord d’Ostende, à la position 51° 23′ 32″ N, 3° 03′ 02″ E. Ce banc de sable, et son voisin le banc de West Hinder, s’étendent tout au long de la principale route navigable qui longe la côte belge et constituent un danger pour la navigation, encore de nos jours. Ainsi, le 6 octobre 2015, un cargo (le Flinterstar de 9000 tonnes, long de 130 mètres) et un méthanier sont entrés en collision à 8 kilomètres de la côte, au large de Zeebruges. Lourdement chargé, le cargo a rapidement coulé et s'est échoué sur le banc de Wandelaar. À marée basse, le bateau dépassait en partie hors de l'eau.
La route du Wielingen, qui s'étend au sud du banc de Wandelaar et de celui du Bol van Heist, était autrefois le chenal principal de navigation vers l'embouchure de l'Escaut Occidental. De nos jours, elle n'est plus utilisée que par des navires au faible tirant d'eau, car sa profondeur minimale est de seulement 8 mètres au sud du banc du Bol van Heist. Une étude scientifique a démontré que le sable qui se sédimente dans les chenaux de navigation menant au nouveau port externe de Zeebruges (nécessitant un dragage de milliers de tonnes de sable chaque année) provient de l'ouest, plus précisément des bancs de Wenduine et de Wandelaar.

## Bateaux-phares
En 1882, un bateau-phare est mis en service sur le banc. Il est baptisé Wandelaar comme lui. Il est mouillé près du bateau-phare Wielingen, à l'autre bout du banc de sable situé face à Heist. Il est remplacé en 1920 par une bouée, automatisée disposant d’une station d'observation.
Il y a eu un bateau-phare nommé Wandelaar en poste jusqu'en 1955 sur les bancs de Flandre, conjointement avec le bateau-phare West-Hinder, en position à l'extrémité ouest du banc portant le même nom

## Autres usages du nom
Le nom de Wandelaar a aussi été donné à une frégate (numéro de coque : F912) de classe Wielingen de la Marine belge.